# Фалдзинский, Степан Маркович
Фалдзинский Степан Маркович (1883 — 9 сентября 1967) — садовод, парковый оформитель.

## Биография
Степан Маркович Фалдзинский родом из Варшавы, поляк по национальности. До войны жил в селе Севериновка Жмеринского района Винницкой области. Остался на Западной Украине в связи с переделом земель в 1939 году. Основатель парковой зоны в г. Новая Каховка.
Созданный им городской парк отдыха на берегу Днепра решением сессии горсовета носит имя мастера озеленения и является памятником садово-паркового искусства. Умер и похоронен в Новой Каховке.

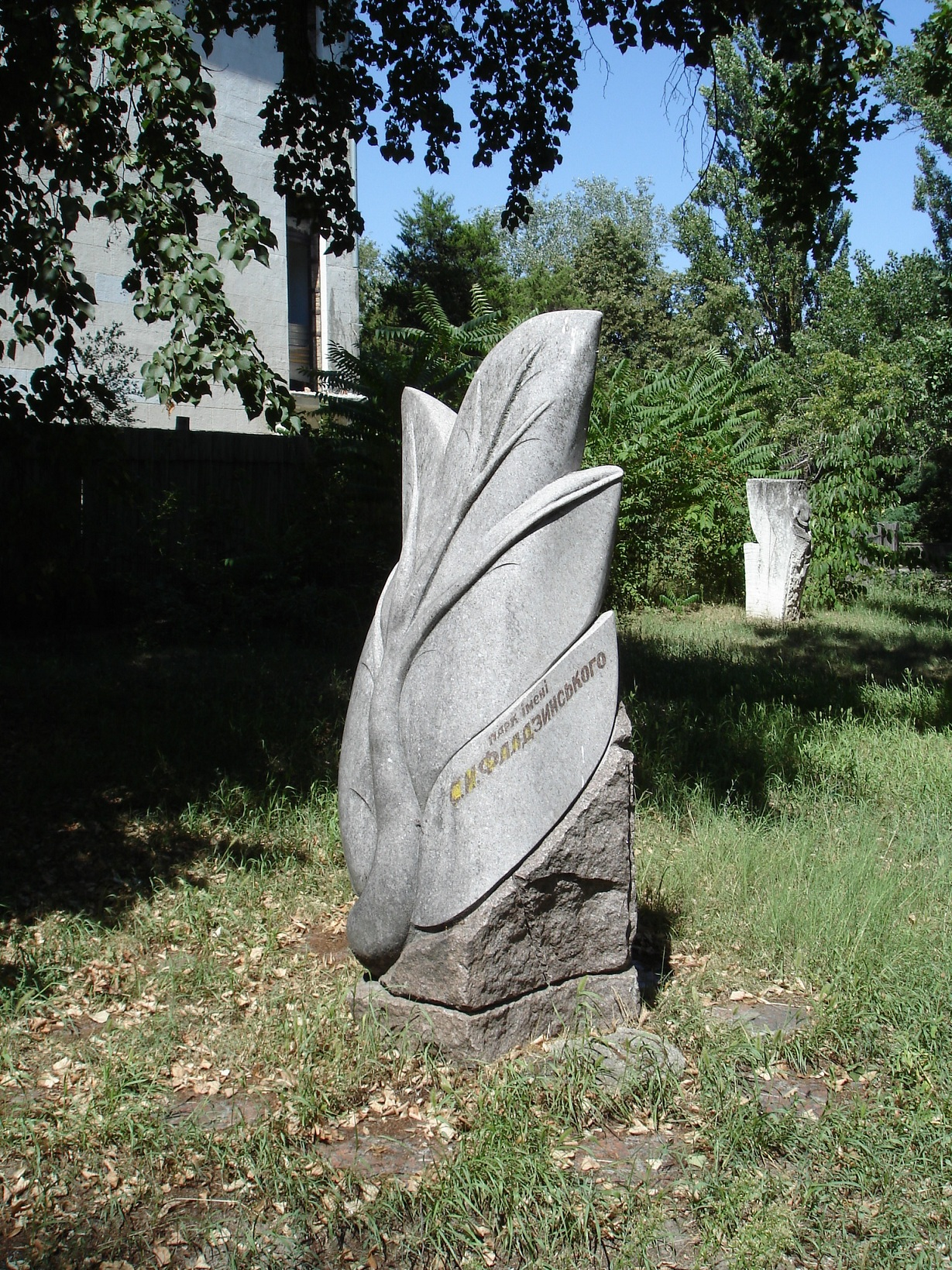
Памятник Фалдзинскому в Новой Каховке